# Шишкина, Татьяна Николаевна
Татьяна Николаевна Шишкина (род. 27 апреля 1969, Куйбышев) — российская и казахстанская самбистка и дзюдоистка, призёр чемпионатов России по дзюдо, чемпионка Казахстана по дзюдо, чемпионка и призёр чемпионатов Европы по самбо, призёр чемпионата Азии по дзюдо, призёр чемпионата мира по самбо, мастер спорта России международного класса, участница летних Олимпийских игр 2004 года в Афинах, где представляла Казахстан. На Олимпиаде Шишкина в первой схватке победила колумбийку Лизет Ороско, но затем проиграла румынке Алине Думитру, а в утешительной схватке — польке Анне Земла-Краевской и выбыла из дальнейшей борьбы за медали.

## Спортивные результаты
- Чемпионат России по дзюдо 1997 года — ;
- Чемпионат России по дзюдо 1998 года — ;
- Чемпионат России по дзюдо 1999 года — ;
- Чемпионат России по дзюдо 2000 года — ;
- Чемпионат Казахстана по дзюдо 2003 года — ;